# Strule (rivière)

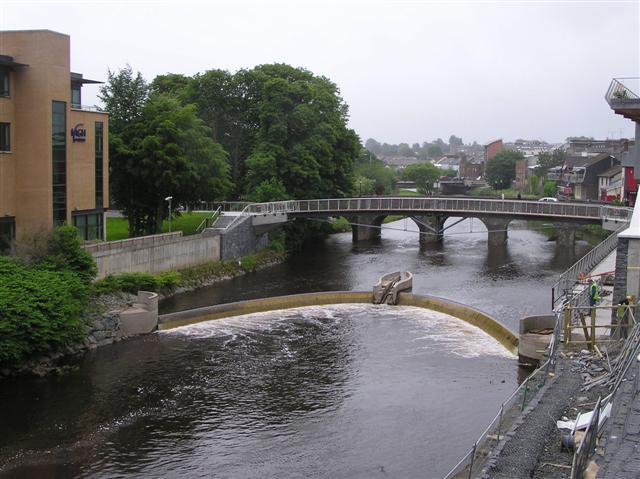
Comptage de poisson sur la Strule à Omagh.

La Strule est une petite rivière dans le comté de Tyrone, en Irlande du Nord. 
Elle prend sa source à la confluence des rivières Camowen et Drumragh à Omagh. 
La Strule s'écoule vers le Nord et rencontre les rivières Fairy Water et Owenkillew avant de se joindre à la Derg pour former la Mourne.

## Source
- (en) Cet article est partiellement ou en totalité issu de l’article de Wikipédia en anglais intitulé « Strule » (voir la liste des auteurs).